# Conseil européen informel du 16 septembre 2016
La réunion du Conseil européen du 16 septembre 2016, qui est une réunion informelle des 27 chefs d'État et de gouvernements de l'Union européenne, sans le Premier ministre du Royaume-Uni, a pour objectif d'entamer une réflexion politique sur le développement d'une UE à 27 États membres.

## Conclusions
Les dirigeants se sont mis d'accord sur la « déclaration et la feuille de route de Bratislava », qui fixent les objectifs pour les mois à venir.
Les participants au sommet déclarent être « déterminés à assurer la réussite de l'UE à 27 États membres ».
La feuille de route met l'accent sur les sujets suivants :
- Migrations et frontières extérieures : assurer un contrôle total de nos frontières extérieures et revenir à Schengen, élargir le consensus de l'UE sur la politique migratoire à long terme. La mise en œuvre du Corps européen de garde-frontières et de garde-côtes[2], définitivement approuvée deux jours auparavant par le Conseil de l'UE en constitue un des volets essentiels.
- Sécurité intérieure et extérieure : prendre toutes les mesures nécessaires pour aider les États membres à assurer la sécurité intérieure et à lutter contre le terrorisme, renforcer la coopération de l'UE en matière de sécurité extérieure et de défense.
- Développement économique et social, jeunesse : étendre le Fonds européen pour les investissements stratégiques, aider les États membres à lutter contre le chômage des jeunes et renforcer les programmes de l'UE en faveur de la jeunesse.

## Sources